# Maria Hørby
Maria Hørby (født 1966 ) er en dansk geolog og kendt som tv-meteorolog. I 2005 stillede hun op til Folketinget og til regionsrådet i Region Hovedstaden, begge steder på Kristendemokraternes liste. 
Maria Hørby underviser i øjeblikket på Ingeniørhøjskolen i København.